# Петров, Павел Семёнович
Павел Семёнович Петров (1853—1915) — земский врач, член IV Государственной думы от Симбирской губернии.

## Биография
Из мещан города Симбирска. Домовладелец того же города.
Среднее образование получил в Симбирской гимназии, а высшее — в Императорской медико-хирургической академии, которую окончил в 1877 году. По окончании академии, в качестве земского стипендиата, поступил на службу земским врачом Симбирского уездного земства, где и прослужил до 1911 года. При выходе в отставку был избран пожизненным членом Симбирского уездного врачебного совета. Дослужился до чина коллежского советника, из наград имел орден Св. Станислава 2-й степени (1914). В 1911—1912 годах был заведующим отделением народного здравия Симбирской губернской земской управы. В 1894—1900 годах был членом наблюдательного комитета Симбирского общества взаимного от огня страхования, с 1900 года — членом, а с 1906 года — председателем правления названного общества. С 1901 года избирался гласным Симбирской городской думы.
В 1912 году был избран членом Государственной думы от 1-го съезда городских избирателей Симбирской губернии. Входил во фракцию прогрессистов. Состоял товарищем председателя комиссии о народном здравии, а также членом комиссий: бюджетной, по рабочему вопросу, по исполнению государственной росписи доходов и расходов, по направлению законодательных предложений.
Умер в 1915 году. Был вдовцом.